# Stay (Rihanna)
Stay è un singolo della cantante barbadiana Rihanna, pubblicato il 7 gennaio 2013 come secondo estratto dal settimo album in studio Unapologetic.
Scritto e prodotto da Mikky Ekko, Elof Loelv e Justin Parker, il brano ha visto la partecipazione vocale dello stesso Ekko e si tratta di una ballata soul avvalorata dalla presenza della chitarra e del pianoforte. Il testo parla invece della tentazione e del fallimento di far resistere un vero amore. Il titolo, Stay, è una richiesta da parte della cantante verso il suo partner.
Con l'uscita di Unapologetic, Stay è entrato in numerose classifiche mondiali. In seguito al suo lancio come singolo ha riscosso un ottimo successo arrivando alla numero due in Irlanda, Francia, Germania, Norvegia e Svizzera e alla numero uno in Canada e Danimarca. Negli Stati Uniti, il singolo si è piazzato alla numero tre nella Billboard Hot 100, divenendo la ventiquattresima top ten della cantante nella classifica e sbaragliando anche Whitney Houston. Stay ha ricevuto giudizi misti da parte dei critici musicali: molti lo hanno definito come uno dei brani più belli dell'album, altri lo hanno etichettato come noioso. Nonostante queste differenze, i critici hanno trovato un punto comune trovandosi d'accordo nel lodare le performance vocali della traccia. Il singolo è stato cantato in anteprima il 10 novembre 2012 durante il Saturday Night Live ed è stato inserito nella scaletta della maggior parte dei concerti del 777 Tour.

## Antefatti
Rihanna ha iniziato a lavorare sul nuovo sound per il suo settimo album in studio nel marzo del 2012, anche se non aveva ancora iniziato a registrare alcun pezzo.  Durante la produzione dell'album, diversi musicisti e produttori sono stati reclutati tra cui il cantante americano Mikky Ekko e il produttore Justin Parker. Secondo Ekko, la produzione dell'album è stata massiccia: «Il loro ritmo è folle. Avevano gli studi di registrazione su cui stavamo lavorando prenotati per tre mesi; vi era un andirivieni di persone costantemente variegato. È stato qualcosa che non avevo mai sperimentato prima.» Stay è stata scritta e prodotta da Parker, Ekko e Elof Loelv. Inizialmente, quando hanno scritto la canzone, a Ekko non piaceva a causa della sua vulnerabilità; tuttavia, i collaboratori lo hanno convinto ad ascoltarla di nuovo. Dopo, ha capito che la canzone era molto importante per lui: «La traccia era diventata così speciale per me, e penso che essa abbia lo stesso significato sia per me che per lei [in riferimento a Rihanna].» Poco dopo il team di management di Rihanna ha scelto la canzone: così Ekko ha incontrato la cantante a Los Angeles dove lei gli disse che aveva già registrato la parte vocale, reagendovi positivamente. Le voci di Rihanna ed Ekko sono state registrate in due sedi diverse tramite tre produttori: Mike Gaydusek ai Nightbird Studios e Marcos Tovar e Kuk Harrel ai Westlake Recording Studios, entrambi a Los Angeles. La produzione vocale è stata completata poi da Kuk Harrell. Il brano è stato mixato da Phil Tan ai Ninja Club Studios di Atlanta, in Georgia. La produzione aggiuntiva è stato eseguito da Daniella Rivera.

## Descrizione
Stay è una ballata pop ed R&B che è costituita dalla strumentazione di pianoforte e chitarra. È scritto nella tonalità di C Ionio, un sistema maggiore, avendo la progressione degli accordi di C-Dm-Am-Am7. La canzone ha un ritmo moderato di 112 battiti al minuto. L'estensione vocale di Rihanna nella canzone va dalla bassa nota di A3 alla quella alta di E5. Greg Kot dal Chicago Tribune ha descritto la canzone come «spogliata a nudo». I testi ruotano intorno al concetto di «non riuscire a resistere al vero amore», secondo Dan Martin di NME. Secondo Jocelyn Vena per MTV, Rihanna «scandisce le emozioni della traccia» sul testo «Funny, you're the broken one/But I'm the only one who needed saving». Lewis Corner di Digital Spy ha scritto che la voce di Rihanna fa da bagliore ai semplici ma al contempo efficaci riff di pianoforte.

## Promozione
Stay è stato pubblicato in Regno Unito il 7 gennaio 2013 come secondo singolo, mentre negli Stati Uniti è stato pubblicato il 29 gennaio come terzo singolo nel paese seguente (infatti nel Paese era stato reso disponibile alle radio urban prima Pour It Up).
In Germania il singolo è stato distribuito sotto forma di CD a partire dal 15 febbraio 2013.

## Accoglienza
Il brano ha ottenuto recensioni per di più positive da siti e specialisti musicali. Jon Dolan dal Rolling Stone si è schierato a favore di Stay e ha dichiarato che Rihanna canta il brano «in lotta tra la vita e la morte» e che "«delizia al pianoforte». Dolan ha anche affermato che il brano è «nudo» e «ombroso». Dan Martin di NME lo ha indicato il pezzo forte di Unapologetic, definendolo «una magnifica ballata al pianoforte».

## Video musicale
Il 10 febbraio 2013 Rihanna ha annunciato in un'intervista con Ryan Seacrest durante la sfilata sul tappeto rosso dei Grammy Awards 2013 che il giorno successivo il videoclip sarebbe stato presentato su E!. Poco prima che il video venisse pubblicato, Rihanna aveva pubblicato su Twitter una versione modificata del brano in cui la voce di Mikki Ekko era stata tagliata. Diretto da Sophie Muller, il video si apre con Rihanna che si sfila i vestiti e si immerge in una vasca da bagno. Durante tutto il video la cantante rimane immersa in acqua e, in alcuni momenti, è possibile vedere Mikky Ekko che canta in un'altra sala da bagno.
Eleanor Gower del quotidiano Daily Mail ha dichiarato che il video lento ci mostra il volto più vulnerabile di Rihanna. Sarah Flanigan da Yahoo! ha dichiarato che il video fa leva su «un aspetto più dolce del carattere di Rihanna che raramente viene fuori al pubblico». Jenna Hally Rubenstein da MTV ha definito il video «perfettamente straziante».

## Tracce
CD
1. Stay (featuring Mikky Ekko) – 4:00
2. Diamonds (Remix featuring Kanye West) – 4:48

## Formazione
Le informazioni sulle persone che hanno collaborato alla realizzazione del brano Stay sono state prese dal booklet dell'album Unapologetic.
- Voce – Rihanna
- Featuring – Mikky Ekko (per cortesia della RCA Records)
- Autori – Mikky Ekko, Justin Parker, Elof Loelv
- Produttori – Mikky Ekko, Justin Parker, Elof Loelv
- Coproduttori – Justin Parker, Elof Loelv
- Registrazione vocale – Mike Gaydusek, Marcus Tovar, Kuk Harrel
- Tecnico vocale – Mike Gaydusek
- Aiuto tecnico vocale – Blake Mares, Robert Cohen
- Produzione vocale – Kuk Harrell
- Mixing – Phil Tan
- Aiuto tecnico – Daniella Rivera

## Successo commerciale
In Regno Unito, il 25 novembre 2012, il brano ha esordito alla numero 16 nella UK R&B Chart e alla numero 102 nella Official Singles Chart, per via delle forti vendite digitali in seguito al lancio di Unapologetic. In seguito alla promozione di Stay della cantante in una puntata di X Factor, il brano è rientrato nella UK Singles Chart alla numero sei il 22 dicembre 2012. Al 12 aprile 2013, il singolo ha venduto 370 000 copie nel Regno Unito.
Stay è entrato alla numero 28 nella classifica dei singoli più venduti in Nuova Zelanda il 24 dicembre 2012, raggiungendo poi la sesta posizione il 25 febbraio 2013. Il singolo è stato coronato disco di oro dalla Recorded Music NZ per aver venduto oltre 7.500 copie nel Paese. In Australia, Stay ha esordito alla numero 43 nella settimana del 20 gennaio 2013 e ha poi raggiunto la numero undici il 10 febbraio 2013. La settimana dopo retrocede alla numero tredici portandosi a casa il disco d'oro consegnato dall'Australian Recording Industry Association per vendite di oltre 35 000 copie. Il 10 marzo 2013, Stay arriva alla numero quattro in classifica.
A seguito della performance di Rihanna e Mikki Ekko ai Grammy Awards il 10 febbraio 2013, la canzone entrò nella Digital Songs alla posizione numero 25 nella settimana culminante il 23 febbraio, con un incremento del 289% e una vendita di 67.000 copie. Ha in seguito fatto il suo debutto nella Billboard Hot 100 al 57º posto, per poi balzare al terzo la settimana dopo, grazie ad un'impetuosa vendita del 358% che lo portarono a distribuire 306.000 copie in quel periodo e la posizione numero 2 della Digital Songs. Con il nuovo picco raggiunto nella Billboard Hot 100, Rihanna ha guadagnato il suo ventiquattresimo brano in top ten in graduatoria, superando la collega Whitney Houston con 23. La settimana successiva, la canzone è scivolata al numero sette, vendendo 213.000 copie, mentre scala 21 posizioni (57-36) nella Radio Songs. Nella sua terza settimana di permanenza, Stay è ritornata alla numero cinque, vendendo 211.000 unità e conseguendo la posizione 23 nella Radio Songs. Nella sua quarta settimana, la canzone è di nuovo salita alla numero quattro, aumentando dal numero 23 al 16 nella Radio Songs, e con un incremento del 12% in download digitali vende 236.000 copie. Con questo, Stay ha superato la soglia del milione di copie vendute, diventando il ventisettesimo di Rihanna (comprese le collaborazioni) a raggiungere tale traguardo. La settimana successiva è salita alla numero 11 nella classifica radiofonica, distribuendo 222.000 unità. Nella settimana culminante il 6 aprile, Stay avanza al numero sei nella Radio Songs grazie a un aumento dell'audience radiofonica del 14% (81 milioni di ascoltatori), divenendo la sua 22ª a raggiungere la top ten di tale graduatoria, collocandosi dietro solo a Mariah Carey con 23. L'11 maggio 2013, il brano agguanta la cima della classifica radiofonica, registrando l'undicesima numero uno di Rihanna, la quale si trova così ad eguagliare Carey. In concomitanza con tale risultato, il brano torna al suo picco originale nella classifica, ossia il terzo posto.
Il singolo è apparso per la prima volta nella Billboard Canadian Hot 100 al numero 58, l'8 dicembre 2012, a seguito delle forti vendite digitali causate dalla recente uscita dell'album. È poi rientrato in classifica il 23 febbraio 2013, al numero 37. La settimana successiva scala diverse posizioni fino a raggiungere la terza, dove rimane per un'ulteriore settimana prima di salire alla numero due il 16 marzo 2013. La settimana successiva, Stay ha raggiunto la vetta, diventando il suo ottavo singolo al vertice, e il secondo consecutivo dopo Diamonds. Ha mantenuto il primo posto per tre settimane consecutive.

## Classifiche

### Classifiche settimanali
| Classifica (2013) | Posizione massima |
| ----------------- | ----------------- |
| Australia         | 4                 |
| Austria           | 5                 |
| Belgio (Fiandre)  | 3                 |
| Belgio (Vallonia) | 2                 |
| Canada            | 1                 |
| Danimarca         | 1                 |
| Francia           | 2                 |
| Germania          | 2                 |
| Irlanda           | 2                 |
| Lussemburgo       | 3                 |
| Norvegia          | 2                 |
| Nuova Zelanda     | 4                 |
| Paesi Bassi       | 3                 |
| Regno Unito       | 4                 |
| Spagna            | 5                 |
| Stati Uniti       | 3                 |
| Svizzera          | 2                 |
| Ungheria          | 10                |

### Classifiche di fine anno
| Classifica (2013) | Posizione |
| ----------------- | --------- |
| Austria           | 41        |
| Belgio (Fiandre)  | 21        |
| Belgio (Vallonia) | 14        |
| Canada            | 5         |
| Francia           | 11        |
| Italia            | 67        |
| Nuova Zelanda     | 13        |
| Regno Unito       | 22        |
| Stati Uniti       | 13        |
| Svizzera          | 13        |

## Versione dei Thirty Seconds to Mars
Nel luglio 2014 il gruppo musicale statunitense Thirty Seconds to Mars ha pubblicato come singolo digitale una propria reinterpretazione acustica del brano, originariamente realizzata in diretta nel settembre 2013 per l'emittente radiofonica britannica BBC Radio 1.

### Tracce
1. Stay – 4:06

### Formazione
- Jared Leto – voce
- Tomo Miličević – tastiera
- Shannon Leto – percussioni